# Max q
Max q neboli maximální dynamický tlak je bod, kdy atmosférický let leteckého dopravního prostředku dosáhne maximálního rozdílu mezi celkovým tlakem vzduchu a okolním statickým tlakem. U letounu k tomu dochází při maximální rychlosti v minimální výšce letu. U startu kosmické lodi k tomu dochází v bodě přechodu mezi dynamickým tlakem, který roste se zvyšující se rychlostí a statickým tlakem, který klesá s rostoucí výškou. Max q je důležitým konstrukčním faktorem leteckých dopravních prostředků, protože aerodynamické konstrukční zatížení je úměrné dynamickému tlaku.
Během startu kosmická loď postupně s nabíráním výšky zvyšuje svoji rychlost, ale tím zároveň klesá hustota okolního vzduchu. Proto (podle Rolleova teorému) existuje bod, kde je dynamický tlak maximální. Od startu lodi tedy odpor okolního prostředí stoupá až do dosažení bodu max q, a poté začne odpor klesat (díky řidšímu vzduchu ve větší výšce).